# 戸田泰成
戸田 泰成（とだ やすなり、1970年11月 - ）は、日本の漫画家。大分県出身。成年コミックでのペンネームは鳥莉蒸師（とりむし）。

## 来歴
高校生の頃より漫画雑誌主催の漫画賞への作品の投稿を始める。
1990年、集英社『ヤングジャンプ』月例賞に投稿した「DEAR My "Mamma"」が同誌の増刊号『月刊BEARS CLUB』に掲載され、商業誌デビュー。
1993年、東京に転居。同年、ヤングジャンプ編集部の紹介で荻野真のアシスタントとなる。1995年に辞めた後はフリーのアシスタントとアルバイトで生計を立てつつ、作品を発表。1998年、初の単行本『剣の鳳凰』を発売。
2000年、鳥莉蒸師の名義で海王社『コミックウインクル』に連載していた成年向け漫画を収録した短編集『過去の屋敷にいる彼女』を発売。
2001年から2002年まで、秋田書店『週刊少年チャンピオン』に連載された「スクライド」コミック版作画を担当。
2002年から2004年まで、角川書店『月刊少年エース』に連載された「機動戦士ガンダムSEED ASTRAY R」コミック版作画を担当。
2005年、体調不良を理由に一時帰郷。
2006年1月、再度上京。同年9月より、秋田書店『チャンピオンRED』掲載の「ジャイアントロボ 地球の燃え尽きる日」、続いて「ジャイアントロボ バベルの籠城」の作画を担当し、2014年に完結した。
2015年、少年画報社『月刊ヤングキングアワーズGH』にて「軌道の鎧 レイルゴースト」を連載。

## 作品リスト

### 戸田泰成 名義
- 剣の鳳凰（『週刊ヤングジャンプ』連載）
- スクライド（シナリオ：黒田洋介、『週刊少年チャンピオン』2001年27号 - 2002年21号連載、全5巻）
- 機動戦士ガンダムSEED ASTRAY R（脚本：千葉智宏、『月刊少年エース』連載、全4巻）
- ジャイアントロボ 地球の燃え尽きる日（原作：横山光輝、脚本：今川泰宏、『チャンピオンRED』 - 2011年4月号連載[3]、全9巻）
  - ジャイアントロボ バベルの籠城（原作：横山光輝、脚本：今川泰宏、『チャンピオンRED』2011年6月号[4] - 2014年5月号連載[5]、全6巻）
- キョーギカルタの女（『月刊少年シリウス』2005年9月号掲載読みきり作品）
- スクライドビギンズ（シナリオ：黒田洋介、『チャンピオンRED』掲載読みきり作品）
- 軌道の鎧 レイルゴースト（『月刊ヤングキングアワーズGH』2014年12月号[6] - 2015年12月号連載、全2巻）
- 海喰い（原作：藤澤勇希、『マンガクロス』2020年3月10日[7] - 2021年10月26日、全3巻）
- アラフォーになった最強の英雄たち、再び戦場で無双する!!（原作：岸馬きらく、キャラクター原案：peroshi、構成：坂井ユウスケ『コミックファイア』2022年5月16日[8] - 連載中、既刊3巻）

### 鳥莉蒸師 名義
- 過去の屋敷にいる彼女（海王社『コミックウインクル』）- 短編集
- 浮気アクメ（ジーオーティー 『comicアンスリウム』） - 短編集

### イラスト
- スクライド オルタレイションTAO外伝 『無頼旅』（著者：黒田洋介、挿絵） - 戸田泰成名義

## 寄稿
- 機動戦士ガンダム00 セカンドシーズン第5巻のDVDおよびブルーレイディスク封入ライナーノーツ（2009年） - イラスト[9]
- 鉄・人・影 横山光輝生誕80周年記念読本（横山光輝生誕80周年を祝したフェアで配信[10]、2014年） - コメント[10]

## 関連人物
荻野真
漫画家。かつてアシスタントを務めた。
山本賢治
漫画家。山本が、手伝いに来ていた戸田に自身の秋田書店の担当者を紹介した事が、戸田が「スクライド」の作画を担当する切っ掛けとなった。